# Попов, Константин Абрамович
Константин Абрамович Попов (1814, Большие Соли, Костромская губерния — сентябрь 1872, Москва) — коммерции советник, благотворитель и общественный деятель, купец и промышленник.
Его отцом был торговец, имевший в своём владении свечной завод, а позже — винное дело.

## Биография
Родился в 1814 году в посаде Большие Соли Костромской губернии. Выучившись грамоте у приходского дьячка, Попов начал торговое дело простым мальчиком у своего старшего брата в Костроме, а с 1827 г. — у петербургского виноторговца Алёкина, который в 1831 г. назначил его своим приказчиком в чайный магазин, куда Попов пробыл до 1833 г., когда перешел с целью изучить чайно-торговое дело, к П. Г. Пономареву, а в июне 1842 г. открыл свой чайный магазин на Невском, у Полицейского моста, и вскоре, ввиду расширения торговли пригласил к себе в помощники своего брата Симеона.
В 1843 г. Константин Попов открыл торговлю и в Москве, на Кузнецком мосту; тогда же он условился с братом торговать под фирмой братья «К. и С. Поповы»; брат оставался в Петербурге, а сам П. переехал в Москву; дела их пошли блистательно. Ободренные успехом, братья Поповы решились выписать чай прямо от китайцев, при посредстве обмена русских товаров в Кяхте. В 1856 г. С. А. Попов умер. Когда в 1862 г. были открыты торговые сношения с Китаем, Попов был в числе первых, решившихся попытаться завести с ним непосредственные торговые отношения: он поручил своему доверенному Окулову заарендовать для него, в виде опыта, одну из чайных фабрик на лучших плантациях; опыт увенчался полным успехом, так как чаи, приготовленные на взятой в аренду фабрике — в Хубейской провинции, в мест. Цуньян, в 60 милях от Ханькоу — были встречены в России с таким же одобрением, как и прежние из Ханькоу.
На следующий год Попов взял в аренду новую фабрику в Фучау (Фучан). Известность торгового дома Константина Абрамовича росла, а еще более утвердилась со времени Московской выставки 1865 г., на которую были представлены чаи собственных плантаций. В 1861 г. он съездил в Германию, Бельгию, Ганновер, Англию и Францию, с целью изучения чайного дела за границей. Много потрудился П. и на поприще общественной деятельности: с 1852 по 1855 г. он служил в Московской торговой депутации, с 1855 г. — состоял действительным членом Московской Практической Академии Коммерческих Наук, в 1859 г. был назначен членом Костромского Попечительного комитета о бедных, а в 1860 г. был избран заседателем от купечества в 1-й департамент Палаты Гражданского Суда. В 1863 г., при устройстве нового городского управления, П. был избран в купеческую управу выборным и в общую думу гласным, с 1864 года состоял депутатом от Кяхтинского купечества для представления правительству некоторых нужд по Кяхтинской чайной торговле, в 1865 году был в числе пяти депутатов от чаеторговцев, ведущих дела с Кяхтой и Китаем, в комиссии при Министерстве Финансов для обсуждения льгот для кяхтинской торговли, с 1865 же года состоял почетным членом Московского Археологического Общества, в 1866 г. был избран гласным и выборным на новое трехлетие. П. известен также и своей благотворительностью: он делал значительные пожертвования Человеколюбивому Обществу, на нужды народного образования (между прочим, на устроенное им в 1861 г. приходское Больше-Сольское Николаевское двухклассное училище); способствовал устройству театра Костромского детского приюта, в 1866 году основал в посаде Большие-Соли Посадский Общественный Банк. В 1866 г., 15-го июля, Попов был пожалован званием коммерции советника.
Умер в сентябре 1872 года в Москве.

## Благотворительность и наследие
Константин Абрамович не только развивал свой бизнес, но и поощрял высокие знание. Он вложил деньги в расширение количества учебных заведений по всей России. Так, в 1861 году на его деньги было построено двухклассное училище в посаде, где он родился. Сам спонсор всё время интересовался учебной деятельностью своего детища.
Но постройкой одной школы список всех пожертвований в добрые дела не заканчивается. Он организовал бесплатную выдачу лекарств и открыл богадельню для жителей своего родного посада. С его помощью также был основан приют в Костроме.
Константин Абрамович жертвовал свои деньги и на церковь. В 1859 году он выделил практически целое состояние для строительства храма Иверской Божьей Матери, которая расположилась на территории Николо-Бабаевского монастыре. В Севастополе он пожертвовал большую сумму на строительство храма на Севастопольском кладбище и на построение монумента героям войны.
Согласно завещанию, К. А. Попов отдал Московскому университету 76 тысяч рублей для десяти стипендий. На эти средства жили малоимущие дети, в том числе и Ефим Честняков, кологривский художник. На его же деньги в посаде основывается ремесленная школа, куда могли попасть деть абсолютно всех сословий.
К. А. Попов умер бездетным, его племянник Константин Семёнович Попов унаследовал его состояние и продолжил чайное дело в России, в том числе создал первые коммерческие плантации чая на территории Российской империи, в Чакви, вблизи Батуми, выписав из Китая саженцы и семена и пригласив для этого китайского специалиста Лау Джон Джау.